# Pierre Decourcelle

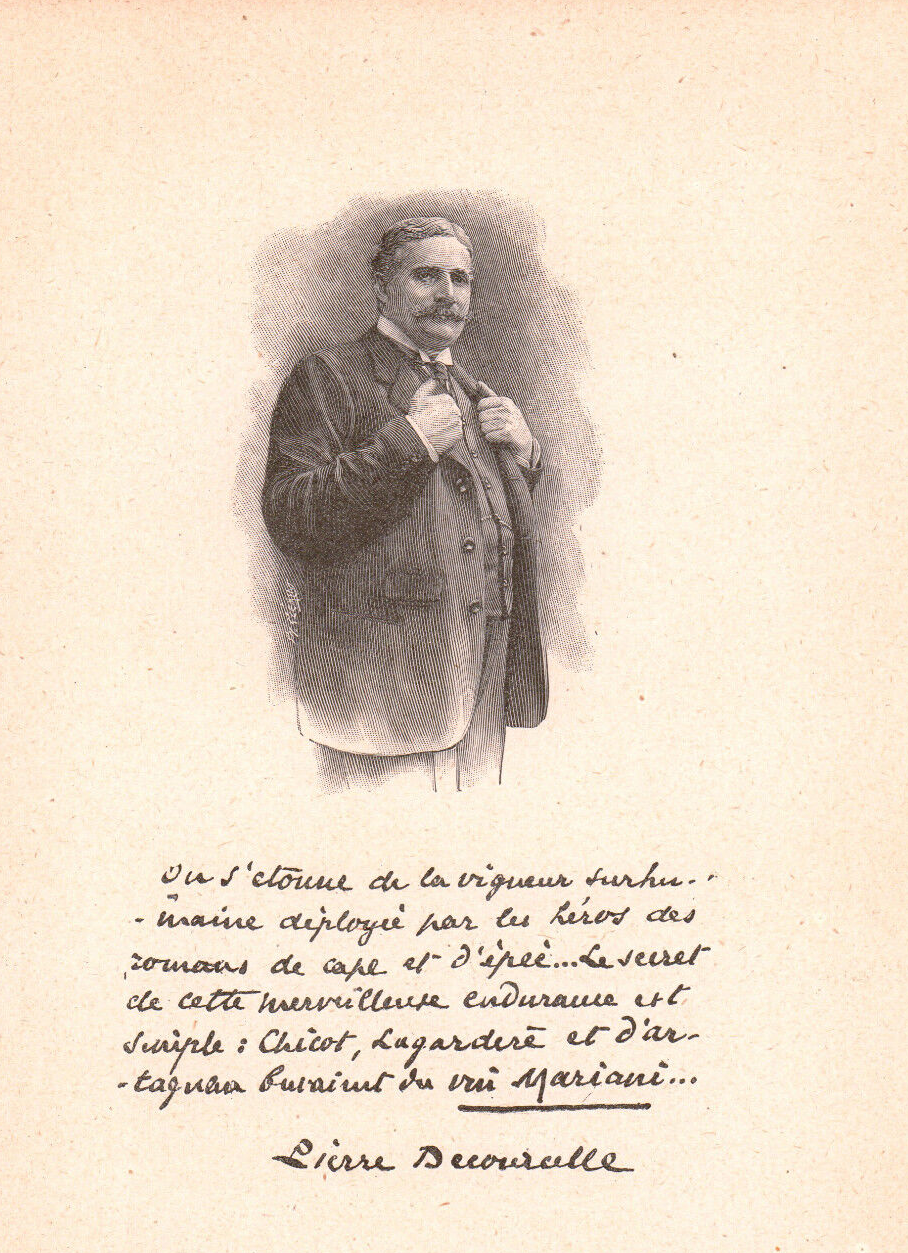
Pierre Decourcelle

Pierre Decourcelle (* 25. Januar 1856 in Paris; † 10. Oktober 1926 ebenda) war ein französischer Schriftsteller.
Decourcelle betätigte sich nach dem Abschluss des Lycée Henri IV zunächst als Kaufmann und Börsenhändler, bevor er sich, gleich seinem Vater Adrien Decourcelle und seinem Onkel Adolphe d’Ennery, der Literatur zuwandte.
Bereits 1880 wurde sein Stück Le Grain de beauté am Théâtre du Gymnase uraufgeführt. Im Auftrag von Sarah Bernhardt schrieb er 1882 das Drama L’As de trèfle für das Théâtre de l’Ambigu-Comique. Daneben arbeitete er unter den Pseudonymen Choufleuri und Valentin als Journalist für die Zeitschrift Gaulois.
Seit den 1880er Jahren entstand eine Reihe von Komödien, Opernlibretti und Bearbeitungen von Romanen für die Bühne, so etwa in Mitautorschaft mit Michel Carré Balzacs Das Chagrinleder für den Komponisten Charles Levadé. Daneben verfasste er auch Novellen und populäre Romane sowie Drehbücher für den Film. Les deux gosses, zunächst als Drama verfasst, 1890 auch als Roman erschienen, wurde allein fünfmal verfilmt: 1912 von Adrien Caillard, 1923 von Maurice Tourneur (unter dem Titel Jealous Husbands), 1924 von Louis Mercanton, 1936 von Fernand Rivers, 1942 von Alfonso Patiño Gómez (Los dos pilletes) und 1951 von Flavio Calzavara (I due derelitti).
1907 bearbeitete Decourcelle ein Stück von William Gilette nach Arthur Conan Doyles Sherlock Holmes (in dem 1903 Charles Chaplin seinen ersten bedeutenden Bühnenauftritt hatte), für die französische Bühne. 1908 gehörte er zu den Gründungsmitgliedern der Société cinématographique des auteurs et gens de lettres (SCAGL), die Filme nach klassischen Literaturwerken produzierte. 1912–13 war er deren künstlerischer Leiter.

## Werke
- Le grain de beauté, 1880
- L’As de trèfle, 1882
- Le fond du sac, 1883
- La Charbonnière, 1884
- L’Amazone, 1885
- Les potins de Paris, 1885
- Madame Cartouche, 1886
- Les doigts de Birouk, 1886
- Cloclo, 1887
- L’abbé Constantin, 1887
- Le chapeau gris, Roman, 1887
- Le dragon de la reine, 1888
- Mensonges (nach Paul Bourget), 1889
- Fanfan, Roman, 1889
- Les deux gosses, Roman, 1890